# Житлово-комунальний коледж ХНУМГ ім. О. М. Бекетова
Житлово-комунальний технікум Харківського національного університету міського господарства ім. О. М. Бекетова — державний вищий навчальний заклад І рівня акредитації в Харкові, структурний підрозділ Харківського національного університету міського господарства ім. О. М. Бекетова. Має гуртожитки на 400 місць.

## Історія
У 1928 році в одному із будинків на території ботанічного саду Українського інституту прикладної ботаніки на вул. Клочківській було відкрито першу в СРСР профшколу декоративного садівництва та деревництва, що готувала кваліфікованих робітників (техніків) для облаштування квітників, парків, снігозахисних, полезахисних і інших посадок. 22 травня 1930 року згідно з Наказом № 690 Наркомосвіти УРСР профшкола була реорганізована у садово-декоративний технікум. У 1931 році відбувся перший випуск 20 спеціалістів зеленого будівництва. Протягом 1933-1940 рр. року технікум разом із робітфаком і інститутом комунального господарства входив до складу навчального комбінату. У 1940 році технікум знов відокремився у самостійний навчальний заклад — Харківській технікум зеленого будівництва. До війни було підготовлено 290 фахівців. 27 грудня 1943 року за наказом № 81 Наркому комунального господарства УРСР для підготовки кадрів середньої кваліфікації для підприємств зеленого будівництва відновлювалась діяльність закладу. Перші заняття відбулися вже 8 лютого 1944 року. Здійснювалася підготовка спеціалістів зі спеціальності «Озеленення міста та населених пунктів» спочатку за денною, а з 1960 року — й за заочною формою навчання. Згодом були відкриті нові спеціальності:
- Бухгалтерський облік (1963 р.);
- Планування на житлово-комунальних підприємствах (1965 р.);
- Готельне господарство (1965 р.);
- Промислове квітництво (1989 р.).

У квітні 1989 року рішенням Міністерства житлово-комунального господарства УРСР Харківський технікум зеленого будівництва було перейменовано у Харківський житлово-комунальний технікум. 1 березня 1991 року за наказом Ради міністрів УРСР технікум увійшов до регіонального міжвідомчого комплексу «Комунальник», створеного на базі Харківського інституту інженерів міського господарства, що надало можливість координувати підготовку спеціалістів комунального господарства різного рівня. У 1992 році спеціальність «Планування на житлово-комунальних підприємствах» була ліквідована та відкрита нова — «Комерційна діяльність». 20 червня 1997 року технікум став структурним підрозділом Харківської національної академії міського господарства.

### Російсько-українська війна

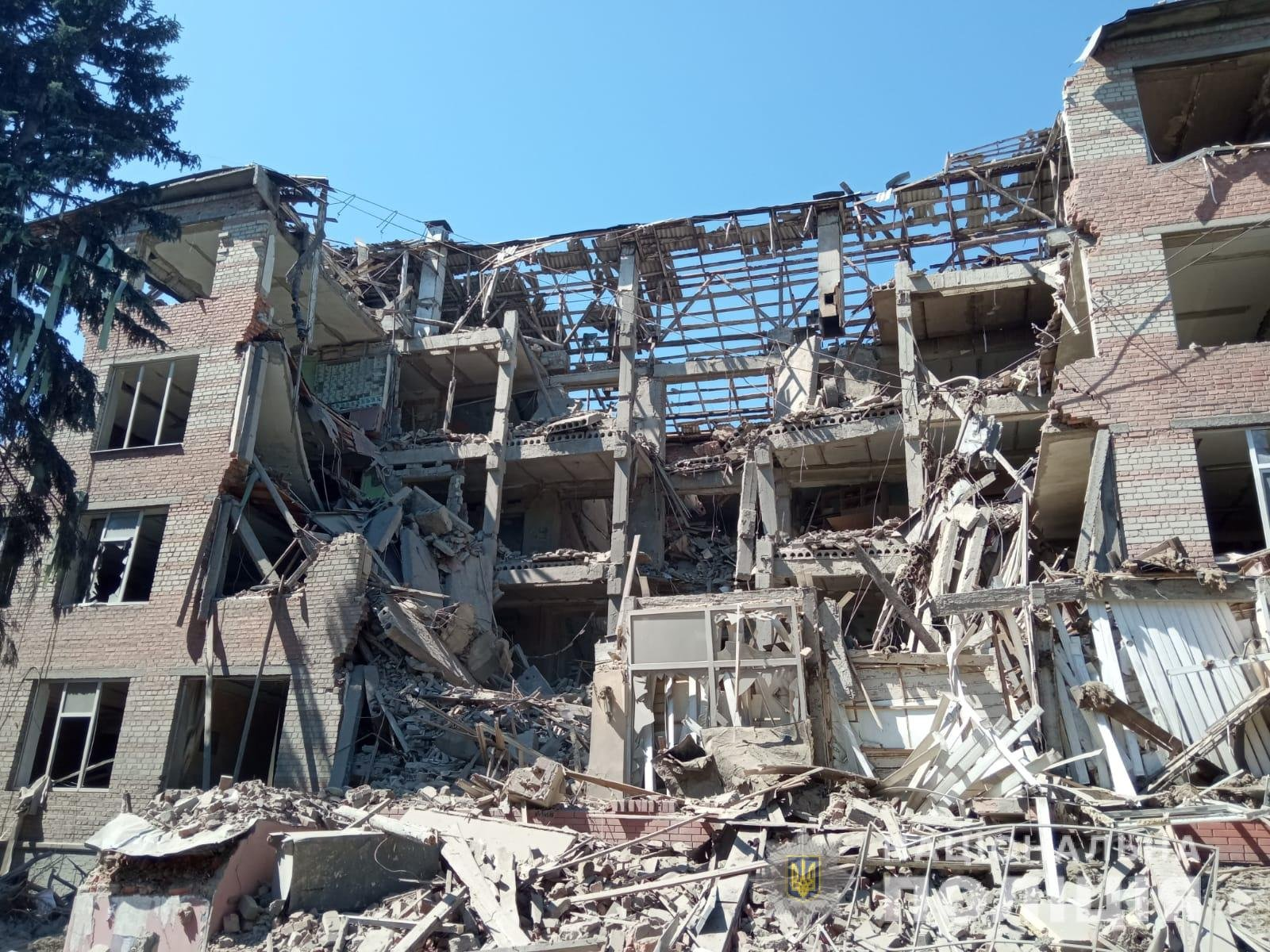
Зруйнований корпус

20 червня 2022 року головний корпус коледжу був зруйнований російським ракетним ударом. Постраждав також гуртожиток.

## Структура, спеціальності
У технікумі діють, зокрема, лабораторії дендрології та готельного господарства.
Технікум готує молодших спеціалістів за фахом:
- Бухгалтерський облік;
- Комерційна діяльність;
- Організація обслуговування в готелях і туристичних комплексах;
- Промислове квітництво;
- Зелене будівництво і садово-паркове господарство.